# Always on My Mind
Always on My Mind (en español: 'Siempre en mi mente') es una canción compuesta por los artistas estadounidenses Johnny Christopher, Mark James y Wayne Carson. Fue interpretada, grabada y publicada por varios artistas. Grabado por primera vez por el cantante de música country Billy Joe "B.J." Thomas como single en 1970. Su versión no tuvo éxito comercial, por lo tanto, no es ampliamente conocida su versión, aunque sea el cantante original de la canción. Después, quien publicó una segunda versión de la canción fue la cantante afroamericana de R&B Gwen McCrae (bajo el título de "You Were Always On My Mind") como cara B del sencillo He's not you del año 1972.
Ese mismo año fue publicada por la cantante de country Brenda Lee y por un ya consagrado Elvis Presley. La sesión de grabación de Elvis fue filmada y en 1981 apareció en el documental This is Elvis.
Otras versiones famosas son la de 1983 por músico country Willie Nelson y la versión synth-pop de 1987 por el grupo Pet Shop Boys.
En 1996, B. J. Thomas edita el álbum Golden Classics en el que incluye su propia versión del tema grabada en 1970 pero nunca antes publicada.

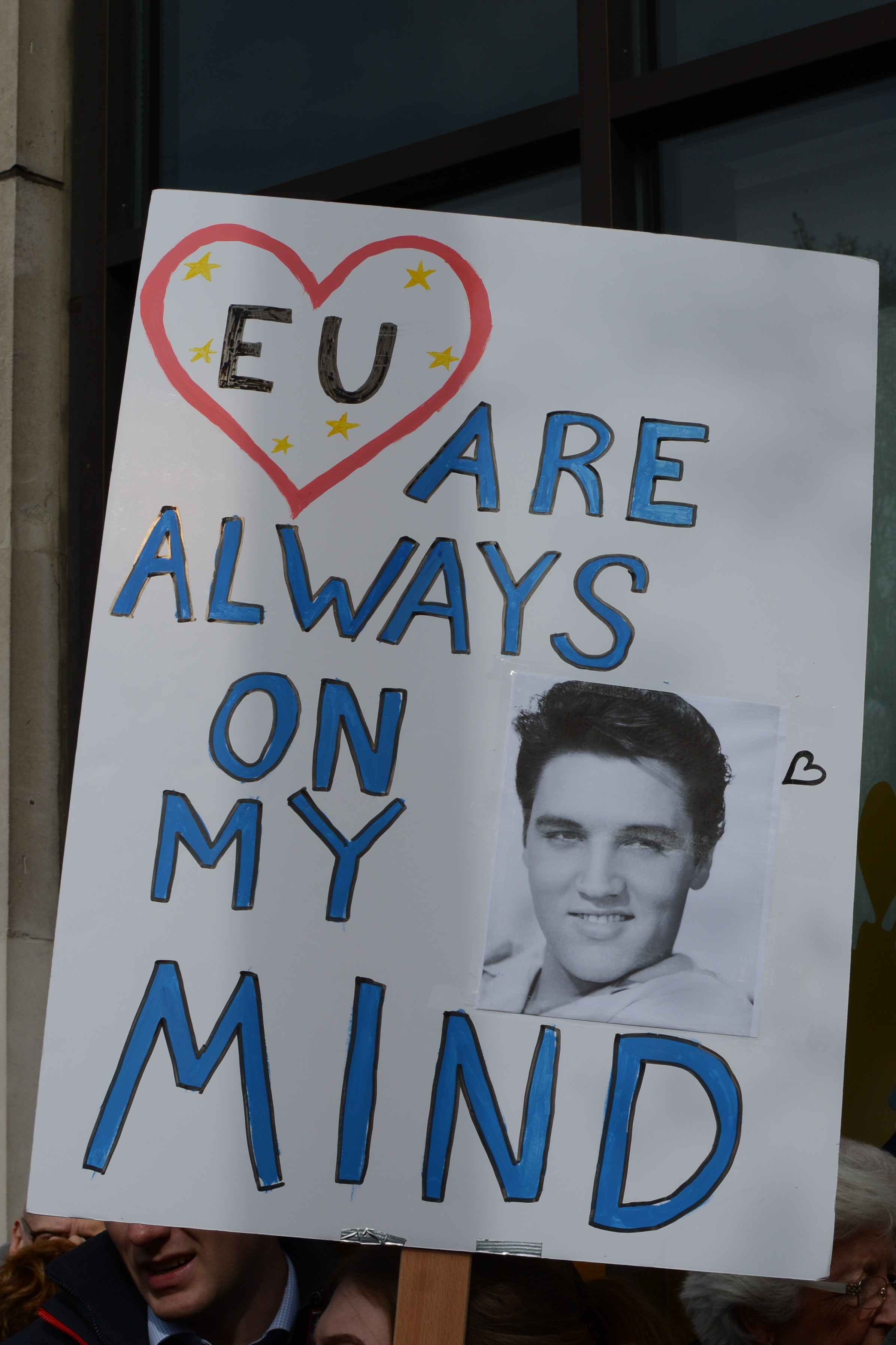
Elvis Presley en una carta conmemorativa de un fan

## Listado de versiones
- 1972 - Elvis Presley, en la cara B del sencillo Separate Ways
- 1972 - Gwen McCrae, como You Were Always On My Mind en la cara B del sencillo He's Not You
- 1972 - Brenda Lee, cara A del sencillo Always On My Mind
- 1982 - Willie Nelson, en el álbum Always on My Mind
- 1987 - Pet Shop Boys, en el álbum Introspective
- 1989 - Roger Whittaker, en el álbum The Wind Beneath My Wings
- 1994 - James Galway, en el álbum Wind of Change
- 1995 - Chris De Burgh, en el álbum Beautiful Dreams
- 1998 - Johnny Cash & Willie Nelson, en el álbum VH1 Storytellers
- 2002 - Shakira en VH1 Divas Las Vegas
- 2002 - Superuva, en el álbum Revientan los parlantes
- 2003 - Sergio Pángaro & Baccarat, en el álbum En Castellano.
- 2005 - Ryan Adams como bonus track del álbum Jacksonville City Nights
- 2005 - Marco T. como Siempre pienso en ti (en español)
- 2006 - The Answer en su álbum Rise
- 2006 - Julio Iglesias, en el álbum Romantic Classics
- 2007 - Michael Bublé, en el álbum Call Me Irresponsible
- 2008 - Roch Voisine, en el álbum Americana
- 2009 - Akira Yamaoka y cantado por Mary Elizabeth McGlynn, para la banda sonora del videojuego Silent Hill: Shattered Memories
- 2009 - Andrés Calamaro (en inglés) en el álbum Obras incompletas
- 2011 - Scotty McCreery en la temporada 10 de American Idol
- 2013 - Montserrat Caballé, Raphael, David Bustamante, Marta Sánchez y Niña Pastori como Aquí está la Navidad (en español) para el anuncio del Sorteo Extraordinario de Navidad de una lotería de España.
- 2015 - Will Young en el álbum 85% Proof.
- 2020 - Shirley Bassey en el álbum I owe it all to you.
- 2021 - Till Lindemann y Richard Z. Kruspe en el álbum de Emigrate The Persistence of Memory.
- 2023 - Vía Libre versión en castellano "Siempre en mi mente estarás".
- 2024 - David Bisbal versión en castellano "Siempre te recordaré".

## Versión de Elvis Presley
Elvis Presley grabó "Always on My Mind" el 29 de marzo de 1972, unas semanas después de su separación en febrero de su esposa, Priscilla. La canción fue popular y apreciada por la crítica y se considera una de las canciones más destacadas de Presley de la década de 1970. Ésta fue lanzada al mercado como cara B del sencillo "Separate Ways", que obtuvo la certificación de oro de la Recording Industry Association of America (RIAA) por ventas superiores a las 500.000 unidades.  En el Reino Unido también fue certificado como disco de oro por BPI.
"Always On My Mind" fue catalogado como doble cara A, alcanzando el puesto 16 en la lista Hot Country Singles de Billboard en noviembre de 1972. En el Reino Unido, "Always on My Mind" (como cara A) alcanzó el Top Ten en enero de 1973. En 2013, la grabación ocupó el puesto número uno en una encuesta realizada por ITV, "The Nation's Favourite Elvis Songs", justo por delante. de "Suspicious Minds" y "Can't Help Falling In Love". Ese mismo año la canción volvió a entrar el la lista de sencillos del Reino Unido, alcanzando el puesto # 13.

### Listas
| Listas (1972 - 1973)             | Posición alcanzada |
| -------------------------------- | ------------------ |
| Bélgica Ultratop 50 Vallonia     | 10                 |
| Canadá RPM                       | 4                  |
| Irlanda (IRMA)                   | 9                  |
| UK Singles Chart                 | 9                  |
| US Hot Country Songs (Billboard) | 16                 |
| US Country Singles (Cash Box)    | 30                 |

## Versión de Willie Nelson
En 1982, Willie Nelson hizo una interpretación de esta canción que llegó a ser nombrada la canción del año en 1982 y en 1983 por la Asociación de la Música Country. En la vigésimo quinta edición de los Premios Grammy celebrada en el año 1983, los compositores ganaron el premio en las categorías Canción del año y mejor canción Country.

## Versión de Pet Shop Boys
En 1987, Pet Shop Boys interpretó una versión synthpop de "Always on My Mind" en Love Me Tender, un especial televisivo en la red ITV en el Reino Unido. Para conmemorar el décimo aniversario de la muerte de Presley, el programa mostró varios artistas populares de la época interpretando distintas versiones de sus hits. La presentación de los Pet Shop Boys estuvo tan bien recibida que el dúo decidió grabar la canción y lanzarla como sencillo.
Esta versión se volvió el sencillo navideño número uno del año. Estuvo en el top de las listas durante cuatro semanas en total, y llegó al número 4 en el US Billboard Hot 100.
La versión de Pet Shop Boys introduce una variación armónica que no está presente en la versión original. En la original, la frase final "Always on my mind" es cantada en una cadencia de IV-V7-I (C-D7-G). El grupo extendió esta cadencia añadiendo dos acordes posteriores: C-D7-Gm7/B♭-C-G (una progresión de IV-V7-IIIb-IV-I).
En julio de 2023 el grupo musical costarricense Vía Libre, versionó en español Always on My Mind, con el nombre de "Siempre en mi mente estarás", con la intención de que los hispano hablantes, comprendan el sentido real del tema que es un verdadero, poema de amor, y que en estaciones de Radio Online como "Tiquicia" Retro, llegó a la cima de popularidad durante varias semanas. También pueden observar el video grabado en vivo bajo el nombre de, Siempre en mi mente estarás, por Via Libre Costa Rica en You Tube.
En noviembre del 2004, The Daily Telegraph ubicó la versión en el número 2 en la lista de las cincuenta versiones más exitosas de todos los tiempos. En octubre de 2014, una encuesta pública complicada por la BBC anunció que la canción fue votada como la mejor cover-version de todos los tiempos.
En el video lanzado para "Always on My Mind" (el cual es un fragmento de su filme musical surrealista It Couldn't Happen Here), Neil Tennant y Chris Lowe están sentados delante en un taxi, cuando un pasajero excéntrico entra, representado por el actor británico Joss Ackland. Al final de la canción, él sale del auto, que sigue de largo. Parado en la calle, musita: "You went away. It should make me feel better. But I don't know how I'm going to get through" (Se han ido. Debería sentirme mejor. Pero no sé como voy a seguir adelante), esta frase es parte de la letra de otra canción de Pet Shop Boys, "What Have I Done to Deserve This?", que fue lanzada anteriormente ese mismo año.
En 1988, el dúo hizo un remix de la canción para su tercer LP, Introspective, combinándolo con una pista de acid-house llamada "In My House".
En 2008, Konami usó la canción para Dance Dance Revolution X, que fue lanzada para máquinas recreativas y la consola Sony PlayStation 2. En 2010 la canción fue reutilizada para Dance Dance Revolution X2, el cual fue lanzado solamente para máquinas recreativas.
En el año 2020 fue usada como parte de la banda sonora de la serie española Veneno (serie de televisión), que cuenta la vida de una mujer transexual española famosa en la televisión de los años 90 y 00.

### Posicionamiento en listas y certificaciones de la versión de Pet Shop Boys
| Lista (1987/1988)                                     |  | Mejor posición |
| ----------------------------------------------------- |  | -------------- |
| Australian Singles Chart                              |  | 10             |
| Austrian Singles Chart                                |  | 2              |
| Belgian Singles Chart (Vl)                            |  | 2              |
| Canadian Singles Chart                                |  | 1              |
| Dutch Singles Chart                                   |  | 5              |
| European Singles Chart[cita requerida]                |  | 1              |
| Finlandia (Suomen virallinen lista)                   |  | 1              |
| French Singles Chart                                  |  | 22             |
| German Singles Chart                                  |  | 1              |
| Irish Singles Chart                                   |  | 2              |
| Italian Singles Chart                                 |  | 9              |
| New Zealand Singles Chart                             |  | 8              |
| Norwegian Singles Chart                               |  | 3              |
| Polish Singles Chart                                  |  | 1              |
| South African Singles Chart                           |  | 3              |
| España (AFYVE)                                        |  | 1              |
| Swedish Singles Chart                                 |  | 1              |
| Swiss Singles Chart                                   |  | 1              |
| UK Singles Chart                                      |  | 1              |
| US Billboard Hot 100                                  |  | 4              |
| US Billboard Dance/Club Play Songs Chart              |  | 8              |
| US Billboard Hot Dance Music/Maxi-Singles Sales Chart |  | 12             |